# Агатирси
Агатирсите (Agathyrsi; на гръцки: "Αγάθυρσοι") са древен народ, живял в планините при Maris (Муреш) в областта Трансилвания през VII-V век пр.н.е., който се споменава от Херодот. Те са били смесица от скити и траки. Умеели са произвеждат златни украшения и се занимавали със скотовъдство. На тях се приписва Чернолеската култура. Асимилирали са се с даките.
Техен цар според Херодот бил Ариапит (Ariapites; Ariapeithes).
Хипотеза: Атила поставя за техен крал своя син Денгизих. (виж: Акацири)